# Carl Brisson
Carl Brisson, vero nome Carl Frederik Ejnar Pedersen (Copenaghen, 24 dicembre 1893 – Copenaghen, 25 settembre 1958), è stato un attore e cantante danese.
Principalmente noto per aver interpretato due film del periodo britannico di Alfred Hitchcock,  Vinci per me! e L'isola del peccato.

## Filmografia parziale
- Vinci per me! (The Ring), regia di Alfred Hitchcock (1927)
- Valanga umana (Hjärtats triumf), regia di Gustaf Molander  (1929)
- L'isola del peccato (The Manxman), regia di Alfred Hitchcock (1929)
- The American Prisoner (1929)
- Prince of Arcadia (1933)
- Two Hearts in Waltz Time (1934)
- Il mistero del varietà (Murder at the Vanities), regia di Mitchell Leisen (1934)
- Ship Cafe (1935)
- All the King's Horses (1935)